# Basilica di San Maurizio (Épinal)
La basilica di San Maurizio (in francese: basilique Saint-Maurice d'Épinal) è una chiesa cattolica di Épinal, nel dipartimento dei Vosgi.
È stata costruita come sede di un capitolo di canonichesse nobili, uno dei quattro della Lorena, soppresso dalla rivoluzione francese.
Dal 1846 è classificata monumento storico di Francia.
Il 25 gennaio 1933 è stata elevata al rango di basilica minore.
Dal 1945 i vescovi della diocesi di Saint-Dié risiedono a Épinal.